# 서귀포시 (선거구)
서귀포시는 대한민국의 국회의원 선거구이다. 제주특별자치도 서귀포시 일대를 관할한다. 현 지역구 국회의원은 더불어민주당의 위성곤이다.
서귀포시 선거구는 전국에 위치한 모든 선거구 중 마지막으로 소개하는 곳이다.

## 역사
2006년 7월 1일을 기해 제주특별자치도가 출범했으며 서귀포시와 남제주군이 통합되어 통합 서귀포시가 출범했다. 이에 제18대 국회의원 선거를 앞두고 서귀포시·남제주군 선거구가 서귀포시 선거구로 개편되었다.

## 관할 구역
| 대수  | 관할 구역     |
| ----- | ------------- |
| 18대~ | 서귀포시 일원 |

## 역대 국회의원
| 선거   | 정당 | 정당         | 의원   |
| ------ | ---- | ------------ | ------ |
| 2008년 |      | 통합민주당   | 김재윤 |
| 2012년 |      | 민주통합당   | 김재윤 |
| 2016년 |      | 더불어민주당 | 위성곤 |
| 2020년 |      | 더불어민주당 | 위성곤 |
| 2024년 |      | 더불어민주당 | 위성곤 |

## 역대 선거 결과

### 대한민국 제18대 국회의원 선거
|  | 43.52% |

|  | 39.72% |

|  | 11.53% |

|  | 3.90% |

|  | 1.30% |

### 대한민국 제19대 국회의원 선거
|  | 37.10% |

|  | 31.65% |

|  | 31.24% |

### 대한민국 제20대 국회의원 선거
|  | 53.52% |

|  | 46.47% |

### 대한민국 제21대 국회의원 선거
|  | 55.48% |

|  | 43.36% |

|  | 1.15% |

### 대한민국 제22대 국회의원 선거
|  | 54.00% |

|  | 45.99% |

## 같이 보기
- 제주특별자치도의 선거구
- 서귀포시의 국회의원